# 1. FC Kaan-Marienborn
Der 1. FC Kaan-Marienborn ist ein Sportverein aus Kaan-Marienborn, einem Stadtteil von Siegen in Nordrhein-Westfalen. Die erste Mannschaft spielt derzeit nach ihrem Rückzug aus der Regionalliga West 2022/23 in der elftklassigen Kreisliga C1 Siegen-Wittgenstein.

## Geschichte
Gegründet wurde der Verein am 1. Juli 2007, dabei wurde die Fußballabteilung des seit 1886 bestehenden TuS 1886 Kaan-Marienborn übernommen. Gefördert durch Christoph Thoma, den ehemaligen Geschäftsführenden Gesellschafter der Maschinenfabrik Herkules in Kaan-Marienborn, stieg der Verein bereits 2008 in die Landesliga und zwei Jahre später in die Verbandsliga Westfalen auf. Dort erreichte die Mannschaft bereits in der ersten Saison den 3. Platz. 2016 stieg die Mannschaft schließlich als Zweiter der Westfalenliga Staffel 2 und Sieger im Entscheidungsspiel gegen den zweiten der ersten Staffel Delbrücker SC in die Oberliga Westfalen auf. Zwei Jahre später gelang der Aufstieg in die Regionalliga West. Als Vorletzter der Saison 2018/19 folgte der direkte Wiederabstieg.
In der Saison 2019/20 trat die 1. Mannschaft mit dem zum Cheftrainer aufgerückten Tobias Wurm, der vorher das Amt des Co-Trainers bekleidete, wieder in der Oberliga Westfalen an und belegte dort nach 21 Spieltagen den 9. Tabellenrang. Wegen der COVID-19-Pandemie kam es hier zum Abbruch der Saison. Die Aufstiegsfrage wurde via Quotientenregelung ermittelt. Hier kam der 1. FC Kaan-Marienborn auf 1,43 Punkte im Durchschnitt.
Auch die Saison 2020/21 fiel der COVID-19-Pandemie zum Opfer. Beim Abbruch der Spielzeit lag die 1. Mannschaft auf dem 6. Tabellenrang (7 Spiele, 5 Siege, 1 Unentschieden, 1 Niederlage).
Ab Anfang Oktober 2021 war Thorsten Nehrbauer (der Trainer, mit dem die Käner die Aufstiege in die Oberliga und Regionalliga schafften) zurück in Kaan. Der Aufstieg in die Regionalliga gelang, indem man sich am vorletzten Spieltag der Meisterrunde der Oberliga Westfalen sicher den Meistertitel und die damit verbundene Teilnahme am DFB-Pokal sicherte. Damit spielt der 1. FC Kaan-Marienborn in der Saison 2022/23 in der Regionalliga West. Im März 2023 wurde seitens der Vereinsführung angekündigt, die 1. Mannschaft ab der Spielzeit 2023/24 aus dem Spielbetrieb zurückziehen zu wollen, weil ein Stadionausbau aufgrund der Verschärfung der Auflagen für Stadien in der Regionalliga nicht finanzierbar war. Dadurch wurde die 2. Mannschaft in der Kreisliga C Siegen-Wittgenstein I in der Saison 2023/24 zur neuen Topmannschaft.
In der ersten Runde des Westfalenpokals 2023/24 verlor der 1. FC Kaan-Marienborn gegen den FC Gütersloh mit 0:32, was gleichzeitig die höchste Niederlage der Wettbewerbsgeschichte war.
Die zweite Mannschaft wurde ebenfalls vom TuS Kaan-Marienborn übernommen. Sie war im letzten Jahr im alten Verein (Saison 2006/07) in die Kreisliga B aufgestiegen und spielte seinerzeit in der Bezirksliga. Dort spielte die Mannschaft schon zwischen 2011 und 2013 und stieg nach der Saison 2014/15 als Meister abermals auf. Vor der Saison 2015/16 wurde mit dem Stadtnachbarn Sportfreunde Siegen eine Zusammenarbeit vereinbart. Talentierte junge Spieler sollten in der zweiten Käner Mannschaft die Möglichkeit bekommen, Spielerfahrung zu sammeln, um später in der Verbandsliga in Kaan oder der Oberliga in Siegen spielen zu können. Im Februar 2016 kündigte der 1. FC Kaan-Marienborn die Kooperation mit den Sportfreunden. Nach einer Spielzeit 2016/17, in der Kaan-Marienborn keine zweite Mannschaft stellte, meldete der Verein zur Saison 2017/18 wieder eine Reserve in der Kreisliga B1, dort spielte die Mannschaft für ein Jahr, bevor die sie 2018/19 erneut zurückgezogen wurde. In der Saison 2019/20 startete die Mannschaft in der Kreisliga C1, In der aufgrund der COVID-19-Pandemie abgebrochenen Saison stand das Team nach 20 Spielen allerdings nur auf dem 14. Platz.
Die dritte Mannschaft existierte seit der Saison 2010/11 und stieg 2013 in die Kreisliga D ab. Dort belegte die Drittvertretung stets einen Platz in der oberen Tabellenhälfte oder der Tabellenmitte, bis der Kader der dritten Mannschaft komplett in die zweite Mannschaft aufrückte.
Derzeit besteht keine zweite oder dritte Mannschaft.

## Besonderheit
Gemeinsam mit namhaften Unternehmen aus Südwestfalen startete der 1. FC Kaan-Marienborn 2011 das Projekt Der Siegerländer Weg. Es ermöglichte Fußballern, die sportliche und berufliche Laufbahn zu verbinden und auch nach der aktiven Sportlerzeit eine berufliche Perspektive zu besitzen.

## Spielstätte
Die Herkules Arena im westfälischen Siegen ist die Heimspielstätte des Vereins. Der Fußballplatz hat 4000 Plätze. Davon sind die Mehrzahl Stehplätze und es sind einige Holzbänke auf der Haupttribüne zum Sitzen aufgestellt.
Nach dem Aufstieg in die Fußball-Regionalliga West in der Saison 2017/18 wurde ein neuer Kunstrasen verlegt sowie der Gästeblock umzäunt und neue Trainerbänke installiert.
In der Saison 2021/22 wurde eine neue Beschallungsanlage angebracht, die vom lokalen Bauunternehmen Hundhausen finanziert wurde. Am 15. Januar 2022 wurde eine neue Anzeigetafel errichtet, die im Testspiel gegen die SpVg Olpe erstmals genutzt wurde.

## Zuschauer
In der Oberliga Westfalen kamen durchschnittlich ca. 250 Zuschauer, in der Regionalligasaison 2018/19 meist um die 700 Zuschauer zu den Spielen in der Herkulesarena bzw. bei Risikospielen im Siegener Leimbachstadion.
In der letzten Saison auf überregionaler Bühne reichte es trotz starker Leistungen mit durchschnittlich rund 500 Zuschauern für den vorletzten Platz in der Zuschauertabelle.
Besondere Aufmerksamkeit genossen die Derbys gegen die Sportfreunde Siegen.
Das bestbesuchte Spiel der Vereinsgeschichte dürfte das Erstrundenduell im DFB-Pokal 2022/23 gegen den 1. FC Nürnberg gewesen sein. Hier kamen 9.500 Zuschauer ins Leimbachstadion.

## Saisonüberblick
| Saison | Liga                             | Platz | S  | U  | N  | Tore  | Punkte | Bemerkung                |
| --- | -------------------------------- | ----- | -- | -- | -- | ----- | ------ | ------------------------ |
| 2007/08 | Bezirksliga                      | 01.   | 27 | 03 | 0  | 87:16 | 84     | Aufstieg                 |
| 2008/09 | Landesliga                       | 04.   | 15 | 07 | 08 | 57:33 | 52     |                          |
| 2009/10 | Landesliga                       | 01.   | 19 | 10 | 01 | 65:17 | 67     | Aufstieg                 |
| 2010/11 | Westfalenliga                    | 03.   | 16 | 10 | 08 | 63:41 | 58     |                          |
| 2011/12 | Westfalenliga                    | 12.   | 10 | 11 | 11 | 42:43 | 41     |                          |
| 2012/13 | Westfalenliga                    | 08.   | 12 | 07 | 11 | 43:44 | 43     |                          |
| 2013/14 | Westfalenliga                    | 02.   | 18 | 05 | 07 | 60:38 | 59     |                          |
| 2014/15 | Westfalenliga                    | 06.   | 12 | 13 | 05 | 57:38 | 49     |                          |
| 2015/16 | Westfalenliga                    | 02.   | 17 | 08 | 05 | 46:19 | 59     | Aufstieg                 |
| 2016/17 | Oberliga Westfalen               | 07.   | 12 | 12 | 10 | 38:40 | 48     |                          |
| 2017/18 | Oberliga Westfalen               | 02.   | 18 | 06 | 06 | 47:29 | 60     | Aufstieg                 |
| 2018/19 | Regionalliga West                | 15.   | 09 | 12 | 13 | 50:54 | 39     | Abstieg                  |
| 2019/20 | Oberliga Westfalen               | 9.    | 9  | 4  | 9  | 40:30 | 36     | Saisonabbruch (Covid-19) |
| 2020/21 | Oberliga Westfalen               | 6.    | 5  | 1  | 1  | 27:7  | 16     | Saisonabbruch (Covid-19) |
| 2021/22 | Oberliga Westfalen               | 1.    | 19 | 8  | 2  | 78:31 | 65     | Aufstieg                 |
| 2022/23 | Regionalliga West                | 5.    | 16 | 7  | 11 | 59:54 | 55     | Rückzug in Kreisliga C   |
| 2023/24 | Kreisliga C1 Siegen-Wittgenstein | 12.   | 8  | 3  | 17 | 50:96 | 27     |                          |
| 2024/25 | Kreisliga C1 Siegen-Wittgenstein | 8.    | 13 | 0  | 15 | 83:84 | 39     |                          |
| Anmerkung: Grün unterlegte Spielzeiten kennzeichnen einen Aufstieg, rot unterlegte Spielzeiten einen Abstieg. |                                  |       |    |    |    |       |        |                          |

## Trainer
Die Trainer der 1. Mannschaft des 1. FC Kaan-Marienborn von 2008 bis 2023:
| Amtszeit                             | Trainer            |
| ------------------------------------ | ------------------ |
| 1. Juli 2008 bis 31. Dezember 2009   | Gerhard Noll       |
| 10. Januar 2010 bis 30. Juni 2010    | Jörg Rokitte       |
| 1. Juli 2010 bis 30. Juni 2011       | Dietmar Schacht    |
| 1. Juli 2011 bis 29. November 2011   | Jörg Rokitte       |
| 30. November 2011 bis 8. Januar 2012 | Sveto Poletan      |
| 9. Januar 2012 bis 27. Januar 2014   | Peter Wongrowitz   |
| 30. Januar 2014 bis 30. Juni 2019    | Thorsten Nehrbauer |
| 1. Juli 2019 bis 30. September 2021  | Tobias Wurm        |
| 1. Oktober 2021 bis 13. Mai 2023     | Thorsten Nehrbauer |

## Persönlichkeiten
Ehemalig
- Sascha Bäcker
- Lars Bender
- Toni Gänge
- Jared Jörgens
- Michael Kügler
- Mehmet Kurt
- René Lewejohann
- Thorsten Nehrbauer (Trainer)
- Markus Pazurek
- Elsamed Ramaj
- Dietmar Schacht (Trainer)
- Julian Schauerte
- Mats-Lukas Scheld
- Arthur Tomas
- Daniel Waldrich

## Erfolge
- Aufstieg in die Landesliga: 2008
- Aufstieg in die Westfalenliga: 2010
- Aufstieg in die Oberliga Westfalen: 2016
- Aufstieg in die Regionalliga West: 2018, 2022
- Kreispokalsieger: 2008, 2010, 2013, 2014, 2016, 2017, 2022[15]
- Westfalenpokal: Halbfinale 2009[15]